# Agustín Esteve
Agustín Esteve y Marqués (ur. 12 maja 1753 w Walencji, zm. 1830 tamże) – hiszpański malarz portrecista związany z dworem króla Karola III.

## Życiorys
Prawdopodobnie był synem walencjańskiego rzeźbiarza o takim samym imieniu i nazwisku. Studiował na Królewskiej Akademii Sztuk Pięknych San Carlos w Walencji. W konkursie Królewskiej Akademii Sztuk Pięknych św. Ferdynanda w Madrycie otrzymał w 1772 r. pierwszą nagrodę w kategorii rysunku, a w 1778 r. pierwszą nagrodę w kategorii malarstwa.
Wzorował się na neoklasycznym malarstwie Mengsa oraz wczesnych dziełach Goi, którego często kopiował. W 1780 r. król Karol III mianował go nadwornym malarzem.

## Mecenat książąt Osuny
Do ważnych mecenasów malarza należeli książę i księżna Osuny – Pedro i María Josefa Pimentel y Téllez-Girón, czołowi przedstawiciele hiszpańskiego oświecenia. Roztaczali mecenat nad wieloma naukowcami i artystami epoki. W latach 1797–1807 Esteve namalował dla nich serię portretów członków rodziny i innych dzieł, ostatnim zleceniem był prawdopodobnie zaginiony Portret konny Ferdynanda VII z 1814:
Portrety książąt:
- Portret księżnej Osuny jako Damy Orderu Królowej Marii Ludwiki, 1796–1797, Kolekcja hrabiów de Bornos
- Księżna Osuny ok. 1778, Kolekcja księcia de Infntado
- Pedro de Alcántara Téllez-Girón, IX książę Osuny, 1807, Kolekcja księcia de Infntado

Portrety dzieci książąt:
- Portret Joaquiny Téllez-Girón, córki książąt Osuny
- Portret Josefy Manueli Téllez-Girón, markizy de Marguini
- Portret Manueli Isidry Téllez-Girón, przyszłej księżnej Abrantes
- Francisco de Borja Téllez-Girón, przyszły X książę Osuny
- Pedro de Alcántara Téllez-Girón, książę Anglony (zaginiony)

Portrety wnuczek książąt:
- María Josefa Gayoso Téllez-Girón, 1806, Fundación Casa Ducal de Medinaceli
- María Teresa

Portrety rodziców księżnej:
- Francisco Alfonso-Pimentel y Borja
- María Faustina Téllez-Girón y Pérez de Guzmán